# Droga krajowa nr 104 (Kostaryka)
Droga krajowa nr 104 (hiszp. Ruta Nacional Secundaria 104/Ruta 104) – jedna z dróg krajowych w Kostaryce. Znajduje się ona w prowincji San José.

## Opis
Jest to główna droga pomiędzy dzielnicą Mata Redonda w kantonie San José a kantonem Pavas. Droga ta zaczyna się na skrzyżowaniu z trasą 1 w północno-wschodnim narożniku parku metropolitalnego La Sabana i jest północną drogą graniczną parku.
W prowincji San José droga krajowa nr 104 przebiega przez kanton San José (dystrykty Mata Redonda i Pavas).

## Historia
W 2019 roku trwały prace związane z poszerzeniem jezdni z dwóch do czterech pasów ruchu, po dwa w każdym kierunku.